# Блэкберн, Томас
Томас Блэкберн (англ. Thomas Blackburn; 16 марта 1844, Ливерпуль, Великобритания — 28 мая 1912, Вудвилл, пригород Аделаиды, Австралия) — английский энтомолог, специалист по жесткокрылым.

## Биография
Родился около Ливерпуля. С юных лет интересовался энтомологией. В 18 лет совместно с братом Джоном и их другом Эдмундом Гелдартом начал выпускать в 1862 году еженедельный журнал The Weekly Entomologist. Журнал специализировался на статьях связанных с прикладной энтомологией, в отличие от других подобных изданий, публиковавших работы по классификации и систематике. Через два года деятельность журнала пришлось прекратить. В 1964 году Блэкберн переехал из Чешира в Лондон, где поступил на государственную службу. В Лондоне Блэкберн познакомился с энтомологом Генри Стэнтоном, которому предложил создать новый энтомологический журнал. Первый номер журнала под названием Entomologist’s Monthly Magazine, вышел в 1864 году. В редакционную коллегию, по мимо Блекберна и Стейтона, входили Генри Кнаггс, Роберт МакЛахлан и Эдвард Колдуэлл Рай. В 1866 поступил в Лондонский университет. Получил степень в 1868 году. Шесть лет прослужил священником.
В 1876 году эмигрировал на Гавайские острова. Там он активно собирал насекомых. Среди его открытий — 23 ранее неизвестных вида жужелиц из подсемейства Platyninae. Оказавшись первым в регионе натуралистом, чьи усилия были сконцентрированы на насекомых, развенчал миф об их небольшой представленности на Гавайях, снабжая Британский и другие музеи потоком образцов.
В 1882 году переехал в Австралию, где прожил до конца жизни. Описал более 3000 видов австралийских насекомых. Член обществ, с 1887 и до самой смерти почётный куратор Южноавстралийского музея.
Некоторые из детей, внуков и правнуков Блэкберна также стали известными людьми (см. например Блэкберн, Элизабет).

## Публикации
- Blackburn T. Notes on Hawaiian Neuroptera, with descriptions of new species (англ.) // Annals Magazine Natural History Series 5 : journal. — 1884. — Vol. 14. — P. 412—421. — doi:10.1080/00222938409459823.
- Blackburn T.& Sharp D. Memoirs on the Coleoptera of the Hawaiian Islands (англ.) // Scientific Transactions of the Royal Dublin Society : journal. — 1885. — Vol. 2 (3). — P. 119—289.
- Blackburn T. Revision of the genus Paropsis. Part I (англ.) // Proceedings of the Linnean Society of New South Wales : journal. — 1897. — Vol. 21. — P. 637—693.
- Blackburn T. Revision of the genus Paropsis. Part II (англ.) // Proceedings of the Linnean Society of New South Wales : journal. — 1897. — Vol. 22. — P. 166—189.
- Blackburn T. Descriptions of twenty new species of South Australian Coleoptera (англ.) // Transactions of the Royal Society of South Australia : journal. — 1898. — Vol. 10. — P. 1—11.
- Blackburn T. Notes on the Hemiptera of the Hawaiian Islands (англ.) // Proceedings of the Linnean Society of New South Wales : journal. — 1898. — Vol. 3. — P. 343—354.